# Eibinger Reliquienschatz

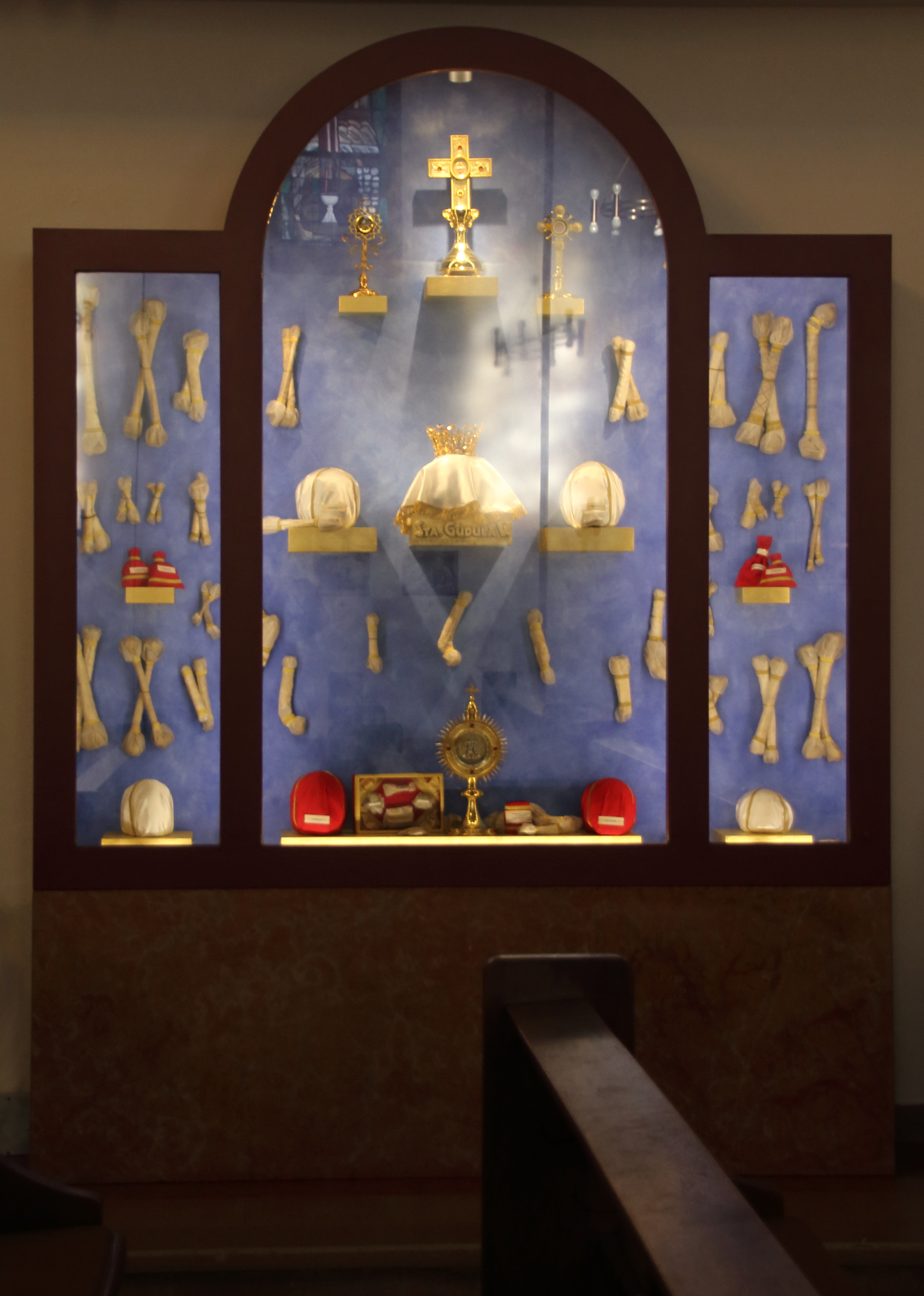
Eibinger Reliquienschatz in der Eibinger Kirche St. Hildegard (Eibingen)

Der Eibinger Reliquienschatz ist eine Sammlung von Reliquien, die Hildegard von Bingen zu Lebzeiten geschenkt bekam bzw. selbst zusammentrug. Sie
befanden sich früher im Kloster Rupertsberg und wurden im Dreißigjährigen Krieg durch die dortige Äbtissin Anna Lerch von Dirmstein vor der Vernichtung gerettet.
Heute befinden sie sich in der ehemaligen Pfarrkirche St. Hildegard und St. Johannes der Täufer in Eibingen, Hessen, Deutschland. Ausgestellt ist die Sammlung im Kirchenschiff, in einer von dem Künstler Thomas Hildenbrand aus Ilshofen 2012 entworfenen Vitrine. Die Gebeine der Hl. Hildegard v. Bingen, die sich auch in dieser Kirche befinden, werden dagegen in einem goldenen Schrein, an prädestinierter Stelle, im Altarraum aufbewahrt.

## Reliquien
- Das Haupt der heiligen Gudula, der Nationalheiligen von Belgien und Patronin der Stadt Brüssel.
- Das Haupt der heiligen Berta, der Mutter des heiligen Rupert von Bingen
- Das Haupt des heiligen Valerian
- Der Arm des heiligen Rupert von Bingen
- Das Haupt des heiligen Wipert

neben diesen Hauptreliquien gibt es noch mehrere kleinere Reliquien u. a. auch von folgenden Heiligen: Bartholomäus, Bonifatius und Barbara.

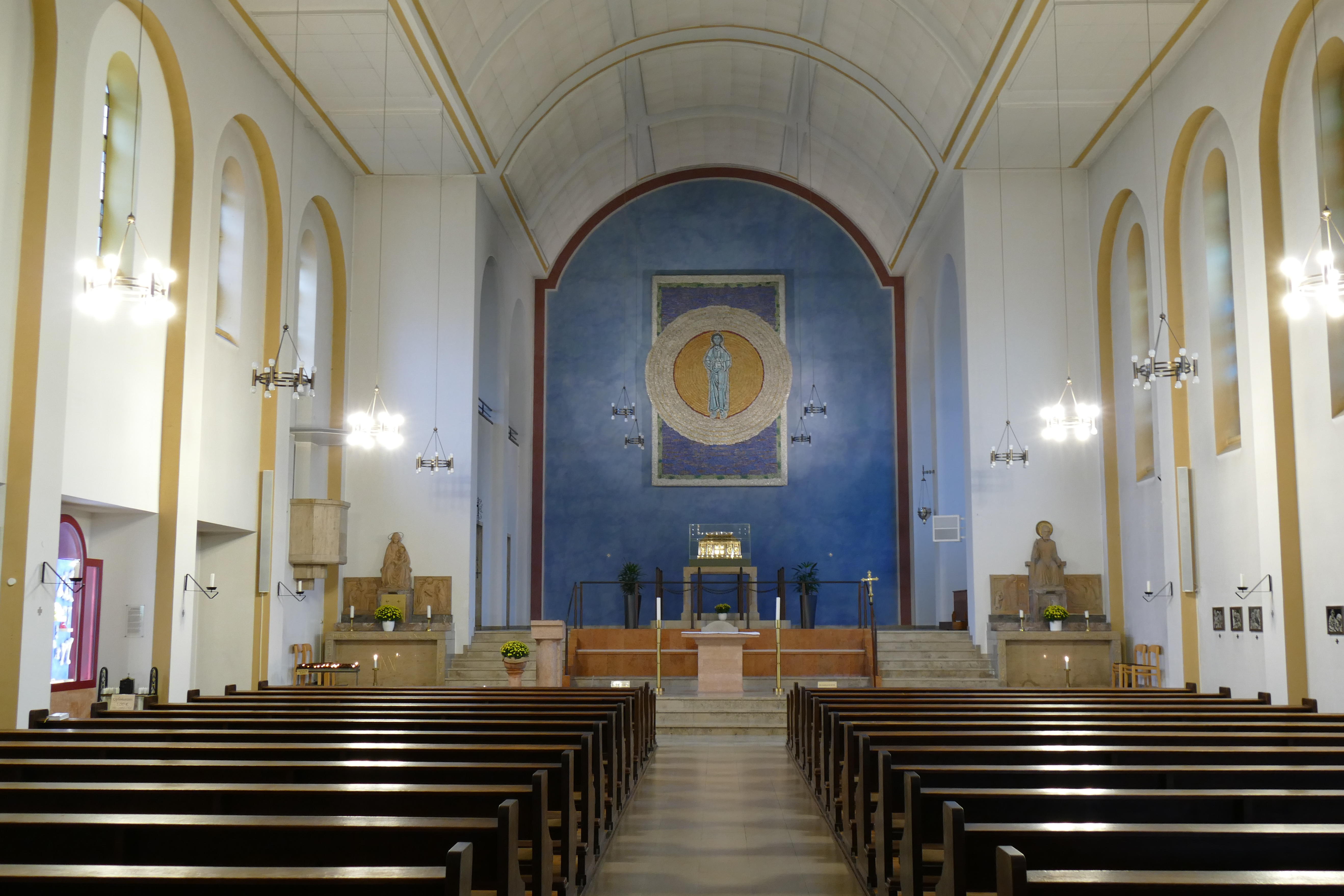
Nische im Kirchenschiff links: Eibinger Reliquienschatz / im Altarraum mittig: Reliquienschrein der hl. Hildegard v. Bingen.
Lade im Eibinger Reliquienschatz in der Kirche von Eibingen
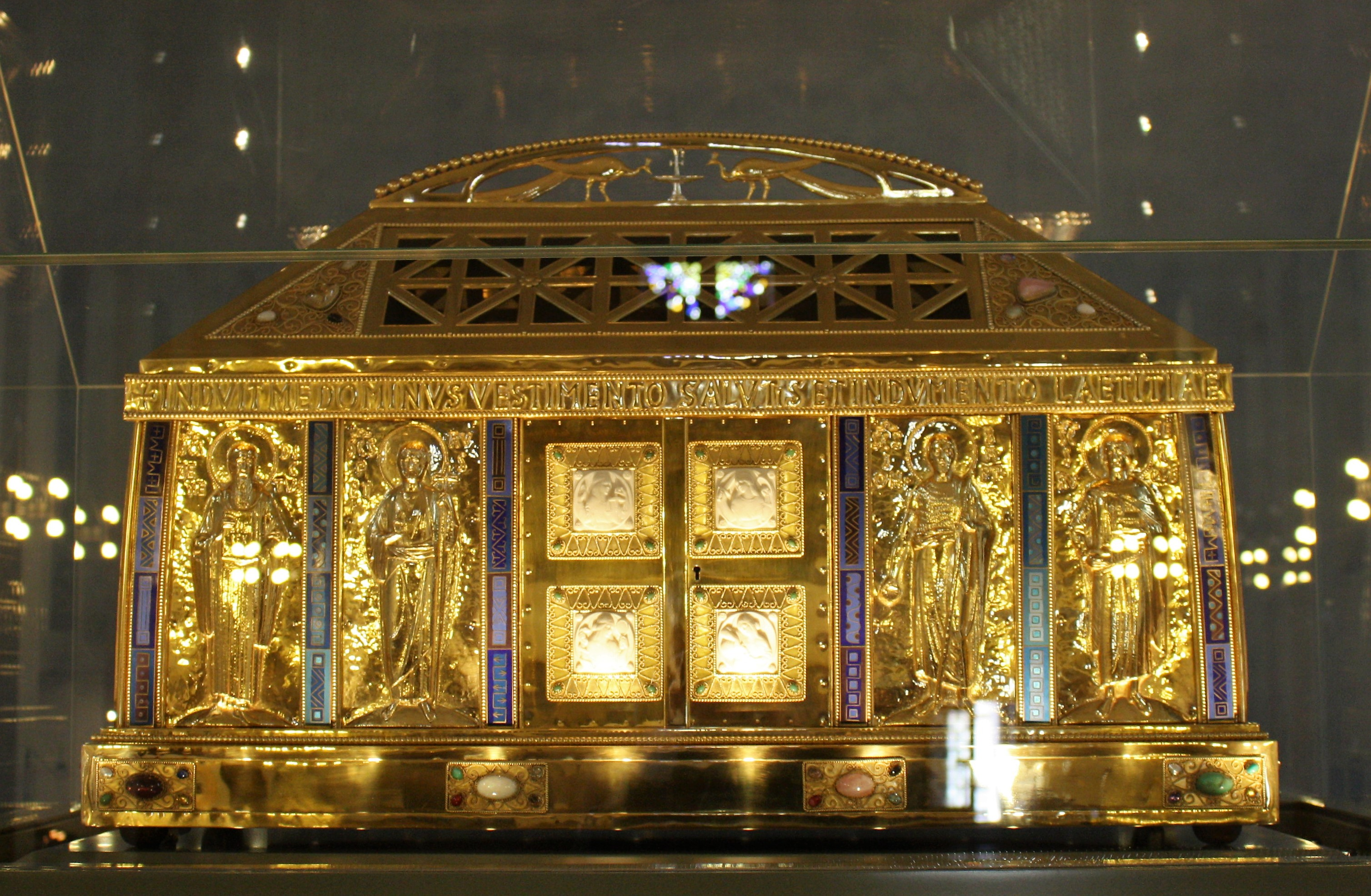
Schrein mit den Gebeinen der hl. Hildegard von Bingen